# Teleiopsis
Teleiopsis é um gênero de traça pertencente à família Agonoxenidae.